# 蒙塔古 (密蘇里州)
蒙塔古（英語：Montague）是位於美國密蘇里州克里斯蒂安縣的非建制地區。

## 歷史
蒙塔古的郵局於1905年設立，其後於1908年停運。

## 地理
蒙塔古所處的海拔為高於海平面336米（即1102英呎），而該地所採用的時區為UTC-6，即北美中部時區（CST）。同時該地設有夏令時間，為UTC-6調快一小時，即UTC-5（CDT）。